# Saurauia auricoma
Saurauia auricoma är en tvåhjärtbladig växtart som beskrevs av Ridley. Saurauia auricoma ingår i släktet Saurauia och familjen Actinidiaceae. Inga underarter finns listade i Catalogue of Life.